# Pavao Pervan
Pavao Pervan (pronunciación en croata: [pâʋao pêrʋan]; Livno, RFS Yugoslavia, 13 de noviembre de 1987) es un futbolista bosnio-austriaco. Juega de portero y su equipo actual es el VfL Wolfsburgo de la Bundesliga alemana. Es internacional absoluto con la selección de Austria desde 2019.

## Selección nacional
Fue citado por primera vez a formar parte de la selección de Austria en noviembre de 2017. Sin embargo, en sus primeras convocatorias solo estuvo en el banquillo. Su debut llegó el 19 de noviembre de 2019 contra Letonia en la clasificación para la Eurocopa de 2020.

## Estadísticas
Actualizado al último partido disputado el 12 de diciembre de 2019.
| FC Lustenau · Austria                                                                                        | 3.ª           | 2007-08       | 21  | 0 | 0  | 0 | - | - | 21  | 0 |
| FC Lustenau · Austria                                                                                        | 3.ª           | 2008-09       | 8   | 0 | 1  | 0 | - | - | 9   | 0 |
| FC Lustenau · Austria                                                                                        | 3.ª           | 2009-10       | 0   | 0 | 2  | 0 | - | - | 2   | 0 |
| FC Lustenau · Austria                                                                                        | Total club    | Total club    | 29  | 0 | 3  | 0 | 0 | 0 | 32  | 0 |
| LASK Linz · Austria                                                                                          | 1.ª           | 2010-11       | 2   | 0 | 1  | 0 | - | - | 3   | 0 |
| LASK Linz · Austria                                                                                          | 2.ª           | 2011-12       | 1   | 0 | 3  | 0 | - | - | 4   | 0 |
| LASK Linz · Austria                                                                                          | 3.ª           | 2012-13       | 2   | 0 | 3  | 0 | - | - | 5   | 0 |
| LASK Linz · Austria                                                                                          | 3.ª           | 2013-14       | 2   | 0 | 2  | 0 | - | - | 4   | 0 |
| LASK Linz · Austria                                                                                          | 2.ª           | 2014-15       | 36  | 0 | 3  | 0 | - | - | 39  | 0 |
| LASK Linz · Austria                                                                                          | 2.ª           | 2015-16       | 35  | 0 | 4  | 0 | - | - | 39  | 0 |
| LASK Linz · Austria                                                                                          | 2.ª           | 2016-17       | 17  | 0 | 3  | 0 | - | - | 20  | 0 |
| LASK Linz · Austria                                                                                          | 1.ª           | 2017-18       | 35  | 0 | 3  | 0 | - | - | 38  | 0 |
| LASK Linz · Austria                                                                                          | Total club    | Total club    | 130 | 0 | 22 | 0 | 0 | 0 | 152 | 0 |
| VfL Wolfsburgo · Alemania                                                                                    | 1.ª           | 2018-19       | 9   | 0 | 0  | 0 | - | - | 9   | 0 |
| VfL Wolfsburgo · Alemania                                                                                    | 1.ª           | 2019-20       | 8   | 0 | 1  | 0 | 5 | 0 | 14  | 0 |
| VfL Wolfsburgo · Alemania                                                                                    | Total club    | Total club    | 17  | 0 | 1  | 0 | 5 | 0 | 23  | 0 |
| Total carrera                                                                                                | Total carrera | Total carrera | 176 | 0 | 26 | 0 | 5 | 0 | 207 | 0 |
| (1) Incluye datos de la Copa de Austria y la Copa de Alemania (2) Incluye datos de la Liga Europa de la UEFA |               |               |     |   |    |   |   |   |     |   |

## Palmarés

### Títulos nacionales
| Título               | Club         | País    | Año     |
| -------------------- | ------------ | ------- | ------- |
| Central Regionalliga | LASK Linz II | Austria | 2010-11 |
| Central Regionalliga | LASK Linz    | Austria | 2012-13 |
| Central Regionalliga | LASK Linz    | Austria | 2013-14 |
| Primera Liga         | LASK Linz    | Austria | 2016-17 |